# Cykeltrailer
En cykeltrailer er en trailer, som kan spændes på en cykel og bruges til at transportere bagage o.a. En tilkoblet cykeltrailer anses ikke som et særskilt køretøj.